# پورت الیزابت
پورت الیزابت (در انگلیسی: Port Elizabeth) نام یکی از شهرهای جنوبی کشور آفریقای جنوبی در استان کیپ شرقی (Eastern Cape) است.
در فوریه ۲۰۲۱، نام Gqeberha، از نام Xosa از شهر Walmer، توسط دولت آفریقای جنوبی رسمیت یافته‌است تا شهر پورت الیزابت را تعیین کند.

## نگارخانه

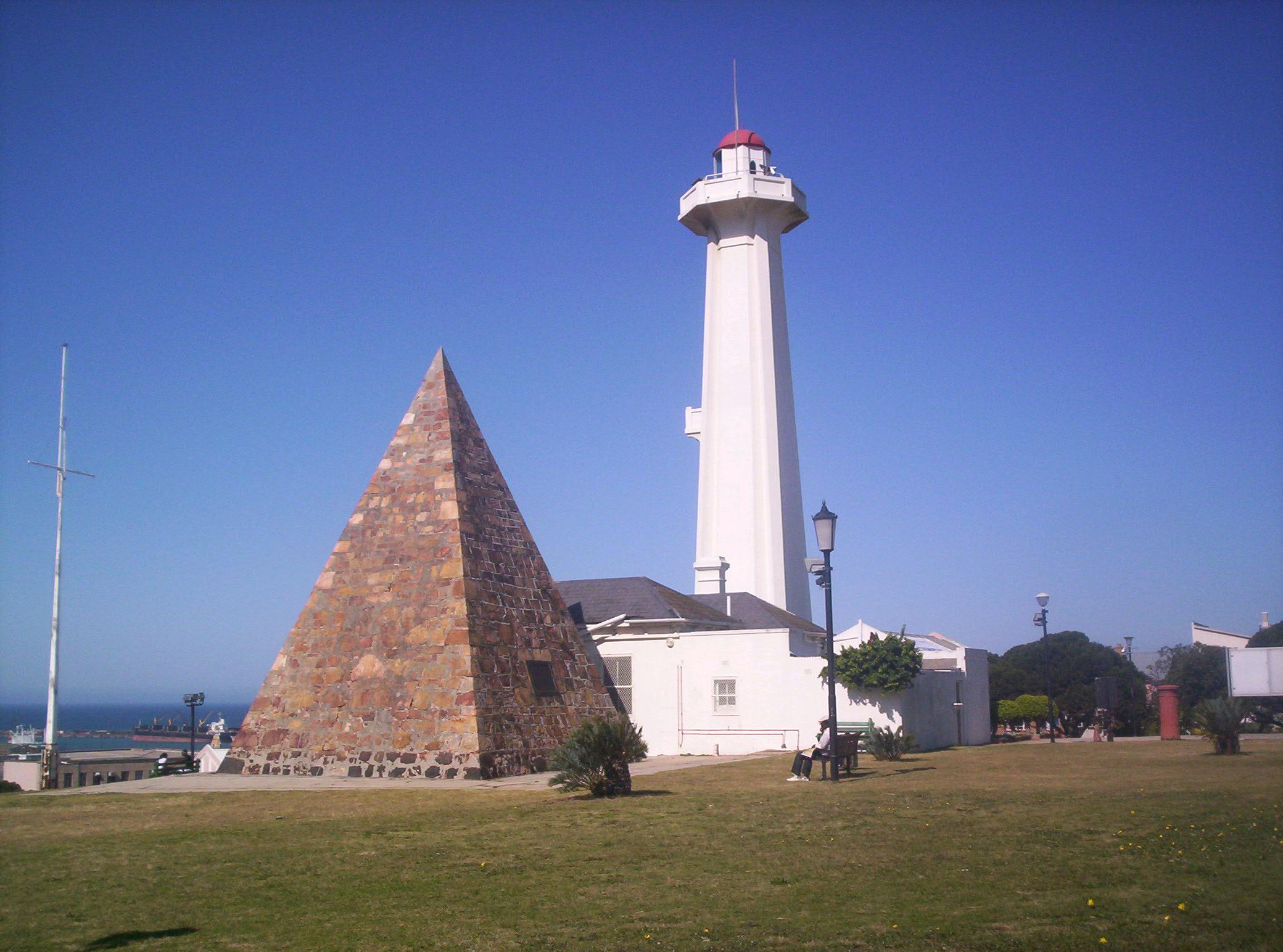
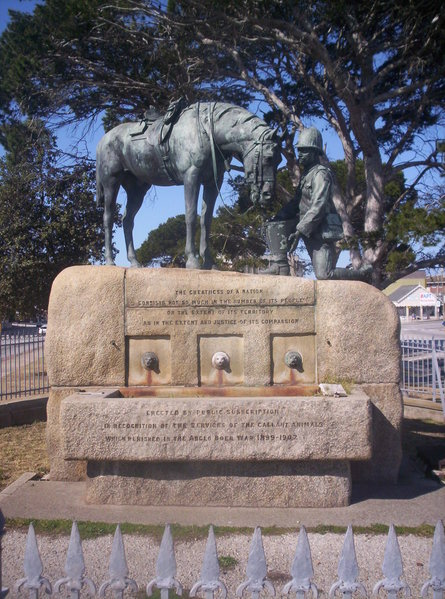
یادبود اسب
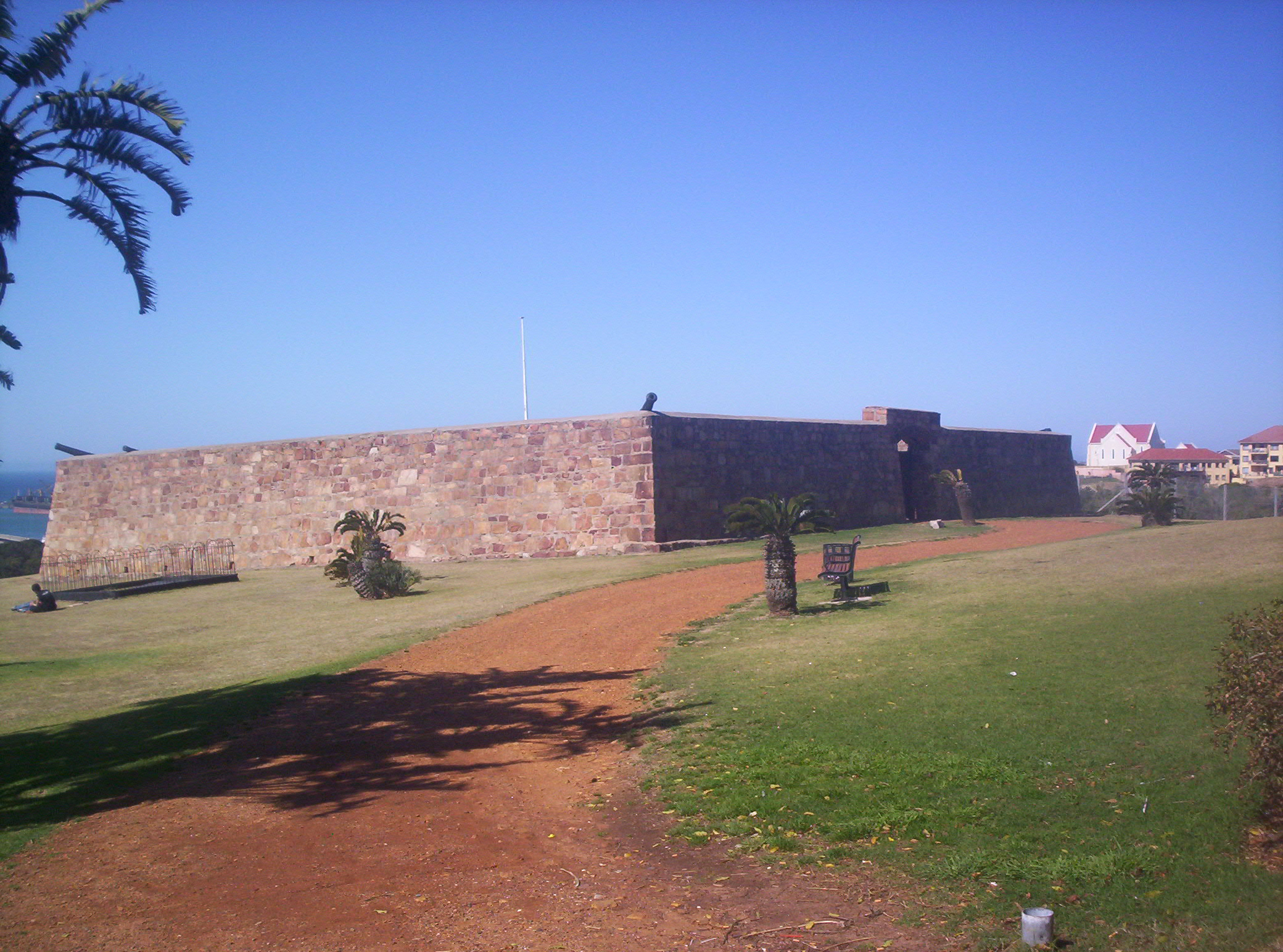
قلعه فردریک
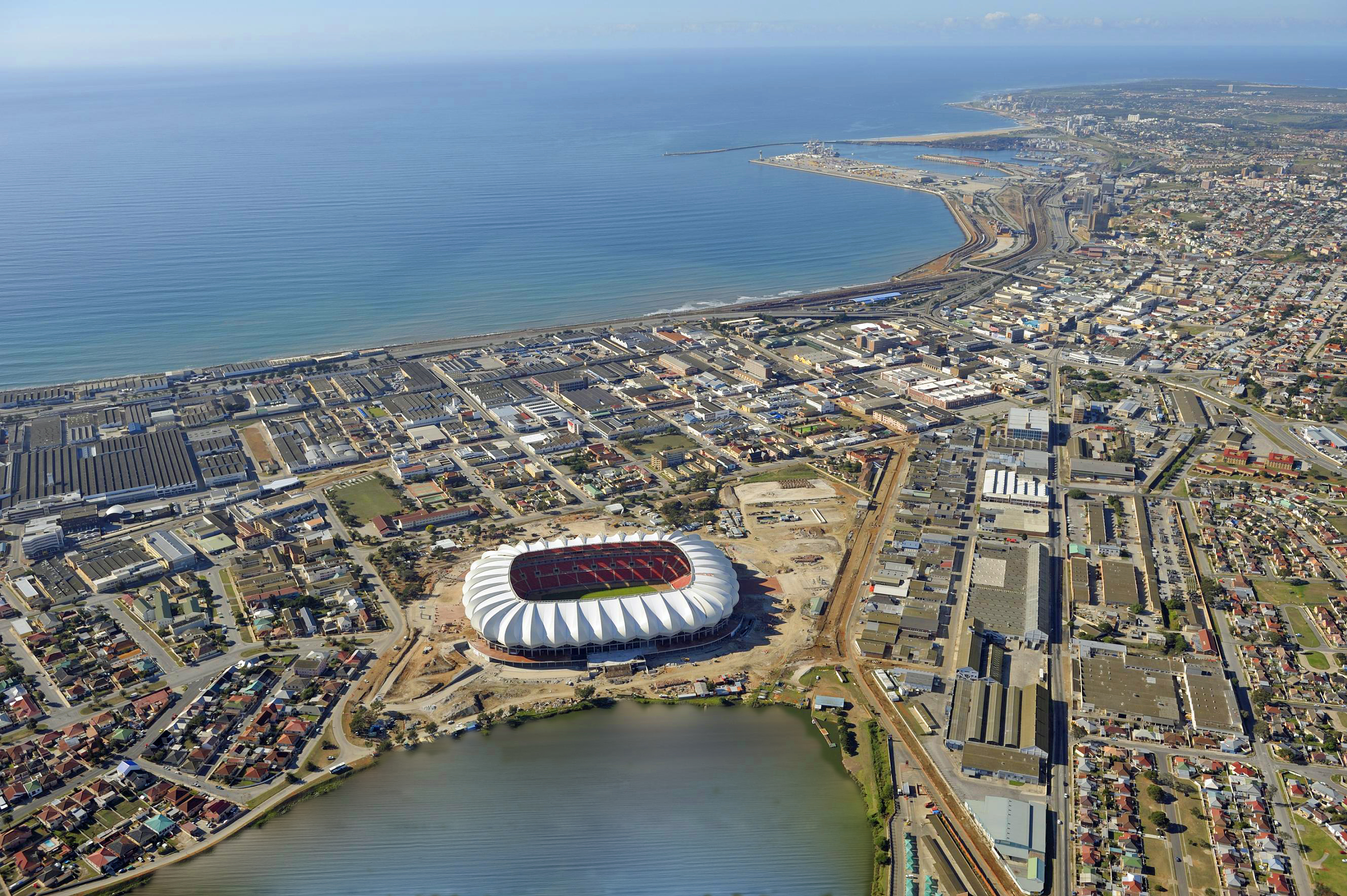
استادیوم نلسون ماندلا